# كيم غودي
كيم غودي (بالإنجليزية: Kim Goody)‏ هي مغنية مؤلفة وممثلة بريطانية، ولدت في 19 فبراير 1960 في لندن في المملكة المتحدة.

## وصلات خارجية
- كيم غودي على موقع IMDb (الإنجليزية)
- كيم غودي على موقع ميوزك برينز (الإنجليزية)
- كيم غودي على موقع ديسكوغز (الإنجليزية)